# 대한민국 국민고충처리위원회
국민고충처리위원회(國民苦衷處理委員會, The Ombudsman of Korea)는 고충 민원의 조사와 처리, 고충 민원과 관련된 시정 권고 또는 의견 표명 등을 관장하는 대한민국의 옛 중앙행정기관이다. 1994년 4월 8일 설치되었으며 2008년 2월 29일 국민권익위원회로 통합되면서 폐지되었다.

## 설치 근거 및 소관 업무
- 행정규제및민원사무기본법 [법률 제4735호, 1994.01.07 제정] 제15조[1]

## 연혁
- 1994년 4월 8일 - 국무총리 직속으로 국민고충처리위원회를 신설.
- 1996년 12월 31일 - 총무처 정부합동민원실을 폐지하고 국민고충처리위원회로 합병.
- 1997년 12월 31일 - 소위원회 제도 신설.
- 2005년 10월 30일 - 대통령 직속으로 변경.
- 2008년 2월 29일 - 국민고충처리위원회를 폐지, 소관 업무를 국민권익위원회로 이관.

## 구성
- 1994년 4월
  - 위원은 5인으로 하며, 1인은 위원장을 겸임한다.
  - 위원장은 상임위원으로 보한다.
- 1998년 2월
  - 위원은 10인으로 하며, 1인은 위원장을 겸임한다.
  - 위원장을 제외한 9인 중 3인은 상임위원으로 보한다.
  - 상임위원 중 1인은 사무처장을 겸한다.

## 조직
- 대변인 ( 2007.08 ~ 2008.02 )
- 법률보좌관 ( 2007.11 ~ 2008.02 )
- 사무처( 1998.02 ~ 2008.02 )

## 역대 위원장

### 국민고충처리위원회 위원장
| 정부        | 대수           | 이름                              | 임기                              | 직급   |
| ----------- | -------------- | --------------------------------- | --------------------------------- | ------ |
| 문민 정부   | 초대           | 김광일(金光一)                    | 1994년 4월 8일 ~ 1995년 9월 20일  | 장관급 |
| 문민 정부   | 2대            | 최종백(崔鍾伯)                    | 1995년 9월 26일 ~ 1997년 4월 7일  | 장관급 |
| 문민 정부   | 3대            | 강원일(姜原一)                    | 1997년 4월 8일 ~ 1998년 3월 1일   | 장관급 |
| 국민의 정부 | 4대            | 주광일(朱光逸)                    | 1998년 3월 19일 ~ 2001년 3월 17일 | 장관급 |
| 국민의 정부 | 5대            | 이원형(李沅衡)                    | 2001년 3월 27일 ~ 2004년 3월 26일 | 장관급 |
| 참여 정부   | 5대            | 이원형(李沅衡)                    | 2001년 3월 27일 ~ 2004년 3월 26일 | 장관급 |
| 6대         | 조영황(趙永晃) | 2004년 3월 27일 ~ 2005년 3월 31일 |                                   | 장관급 |
| 7대         | 송철호(宋哲鎬) | 2005년 4월 8일 ~ 2008년 2월 29일  |                                   | 장관급 |